# شهرستان آپریلتسی
شهرستان آپریلتسی (به بلغاری: Apriltsi Municipality) یک شهرستان در بلغارستان است که در استان لووچ واقع شده‌است. شهرستان آپریلتسی ۲۴۰ کیلومتر مربع مساحت و ۳٬۵۵۴ نفر جمعیت دارد.